# Bonsai (empresa)
Bonsai es una empresa estadounidense con sede en Seattle, Washington, Estados Unidos enfocada al desarrollo de inteligencia artificial con el objetivo de brindar y ayudar a base de sistemas autónomos para a mejorar la producción y distribución de productos de empresas industriales. El 20 de junio del 2018, la corporación Microsoft adquiere a Bonsai.

## Historia
Bonsai fue fundada en el año 2014 por alrededor de 42 empleados con oficinas en Seattle y Berkeley en California. Había recaudado 13,6 millones de dólares en fondos de riesgo, según Crunchbase, de firmas como ABB Technology Ventures, New Enterprise Associates, Samsung, Siemens y el brazo de riesgo corporativo de Microsoft, que actualmente se conoce con el nombre de M12. El CEO de Bonsai Mark Hammond quien trabajó para Microsoft a finales de los 90 e inicios de los 2000. 
Hammond dijo que Bonsai se ha comprometido con empresas que se ocupan de petróleo, sistemas de ventilación, robótica y automóviles. En un compromiso con Siemens, pudo automatizar un proceso previamente manual y hacer que suceda 30 veces más rápido, dijo.
Microsoft compró otra pequeña empresa de inteligencia artificial, Maluuba, a principios de 2017. Un año antes compró la empresa emergente SwiftKey, que ha confiado en la inteligencia artificial para impulsar las capacidades de las aplicaciones de teclado virtual móvil.

## Productos
Bonsai (Software): Es un programa que ayuda a crear sistemas autónomos con la ayuda de la inteligencia artificial sin la necesidad de tener conocimientos avanzados de ciencia de datos. El programa está disponible en su versión preliminar.

## Proyecto
El Proyecto Bonsai consiste en mejorar los procesos industriales con la integración de la inteligencia artificial en los sistemas autónomos. Así mismo en la conferencia de desarrolladores de Build, la empresa anunció que recientemente se pusieron en marcha el proyecto para implementar el servicio de enseñanza a las máquinas. Además añadieron que el sistema trabaja con software libre. El proyecto también es desarrollado por la empresa Softomotive, que a su vez fue anunciada su adquisición por Microsoft en la misma conferencia.